# Temporada 2019 de TCR Asia Series
La temporada 2019 de TCR Asia Series fue la quinta edición de dicha competición. Comenzó el 6 de abril en Sepang y finalizó el 1 de septiembre en Bangsaen.
Luca Engstler fue el campeón de pilotos, mientras que Liqui Moly Team Engstler lo hizo como equipo.

## Equipos y pilotos
| Equipo                                                 | Auto                         | N.º | Pilotos         | C   | Rondas |
| ------------------------------------------------------ | ---------------------------- | --- | --------------- | --- | ------ |
| Liqui Moly Team Engstler                               | Hyundai i30 N TCR            | 1   | Luca Engstler   |     | Todas  |
| Liqui Moly Team Engstler                               | Hyundai i30 N TCR            | 23  | Diego Morán     |     | 2-5    |
| Liqui Moly Team Engstler                               | Hyundai i30 N TCR            | 27  | Théo Coicaud    |     | 1      |
| Prince Racing                                          | Honda Civic Type-R TCR (FK8) | 2   | Kenneth Lau     | Cup | 1      |
| Prince Racing                                          | Honda Civic Type-R TCR (FK8) | 7   | Michael Choi    |     | 1      |
| Volkswagen Team Oettinger                              | Volkswagen Golf GTI TCR      | 3   | Roland Hertner  | Cup | Todas  |
| Volkswagen Team Oettinger                              | Volkswagen Golf GTI TCR      | 4   | Adam Khalid     |     | Todas  |
| Volkswagen Team Oettinger                              | Volkswagen Golf GTI TCR      | 23  | Diego Morán     |     | 1      |
| Teamwork Motorsport                                    | Audi RS3 LMS TCR (2017)      | 10  | Cherry Cheung   | Cup | 2      |
| Teamwork Motorsport                                    | Audi RS3 LMS TCR (2017)      | 11  | Alex Hui        |     | 1-3    |
| Teamwork Motorsport                                    | Audi RS3 LMS TCR (2017)      | 12  | Sunny Wong      |     | 3      |
| Teamwork Motorsport                                    | Audi RS3 LMS TCR (2017)      | 36  | David Lau       | Cup | 1, 5   |
| Eurasia Motorsport                                     | Hyundai i30 N TCR            | 20  | Daniel Miranda  |     | Todas  |
| Eurasia Motorsport                                     | Hyundai i30 N TCR            | 30  | Gao Hua Yang    |     | Todas  |
| Alphafactory Racing Team by Pulzar                     | CUPRA TCR                    | 33  | Jakraphan Davee |     | 1      |
| Viper Niza Racing                                      | CUPRA TCR                    | 65  | Douglas Khoo    | Cup | Todas  |
| Solite Indigo Racing                                   | Hyundai i30 N TCR            | 74  | Pepe Oriola     |     | Todas  |
| Solite Indigo Racing                                   | Hyundai i30 N TCR            | 97  | Kim Jin Soo     |     | Todas  |
| Elegant Racing Team                                    | CUPRA TCR                    | 88  | Kelvin Wong     | Cup | 3-4    |
| Entradas TCR inelegibles para sumar en TCR Asia Series |                              |     |                 |     |        |
| Alphafactory Racing Team by Pulzar                     | CUPRA TCR                    | 33  | Jakraphan Davee |     | 5      |

## Calendario
El calendario provisional 2019 fue anunciado el 18 de diciembre de 2019, con cinco eventos programados. La segunda ronda estaba programada originalmente en el Circuito Internacional de Corea con el soporte de TCR Korea Touring Car Series, pero con la cancelación de la serie, fue reemplazada por el Circuito Internacional de Zhuhai con el soporte de TCR China Touring Car Championship.
| Ronda | Ronda | Circuito                                     | Fecha           | Soporte                                                           |
| ----- | ----- | -------------------------------------------- | --------------- | ----------------------------------------------------------------- |
| 1     | 1     | Circuito Internacional de Sepang, Sepang     | 6 de abril      | GT World Challenge Asia                                           |
| 1     | 2     | Circuito Internacional de Sepang, Sepang     | 7 de abril      | GT World Challenge Asia                                           |
| 2     | 3     | Circuito Internacional de Zhuhai, Zhuhai     | 3 de mayo       | TCR China Touring Car Championship                                |
| 2     | 4     | Circuito Internacional de Zhuhai, Zhuhai     | 4 de mayo       | TCR China Touring Car Championship                                |
| 3     | 5     | Circuito Internacional de Shanghái, Shanghái | 1 de junio      | China Touring Car Championship TCR China Touring Car Championship |
| 3     | 6     | Circuito Internacional de Shanghái, Shanghái | 2 de junio      | China Touring Car Championship TCR China Touring Car Championship |
| 4     | 7     | Circuito Internacional de Zhejiang, Shaoxing | 6 de julio      | China Touring Car Championship TCR China Touring Car Championship |
| 4     | 8     | Circuito Internacional de Zhejiang, Shaoxing | 7 de julio      | China Touring Car Championship TCR China Touring Car Championship |
| 5     | 9     | Circuito callejero de Bangsaen, Chonburi     | 31 de agosto    |                                                                   |
| 5     | 10    | Circuito callejero de Bangsaen, Chonburi     | 1 de septiembre |                                                                   |

## Resultados
| Ronda | Ronda | Ronda    | Pole Position | Vuelta rápida | Piloto ganador | Equipo ganador            | Ganador Cup            | Resultados |
| ----- | ----- | -------- | ------------- | ------------- | -------------- | ------------------------- | ---------------------- | ---------- |
| 1     | 1     | Sepang   | Luca Engstler | Luca Engstler | Luca Engstler  | Liqui Moly Team Engstler  | Douglas Khoo           | Resultados |
| 1     | 2     | Sepang   |               | Diego Morán   | Diego Morán    | Volkswagen Team Oettinger | Douglas Khoo           | Resultados |
| 2     | 3     | Zhuhai   | Luca Engstler | Luca Engstler | Luca Engstler  | Liqui Moly Team Engstler  | Roland Hertner         | Resultados |
| 2     | 4     | Zhuhai   |               | Alex Hui      | Luca Engstler  | Liqui Moly Team Engstler  | Ningún piloto finalizó | Resultados |
| 3     | 5     | Shanghái | Diego Morán   | Luca Engstler | Luca Engstler  | Liqui Moly Team Engstler  | Kelvin Wong            | Resultados |
| 3     | 6     | Shanghái |               | Luca Engstler | Luca Engstler  | Liqui Moly Team Engstler  | Kelvin Wong            | Resultados |
| 4     | 7     | Zhejiang | Luca Engstler | Luca Engstler | Luca Engstler  | Liqui Moly Team Engstler  | Kelvin Wong            | Resultados |
| 4     | 8     | Zhejiang |               | Luca Engstler | Diego Morán    | Liqui Moly Team Engstler  | Kelvin Wong            | Resultados |
| 5     | 9     | Bangsaen | Luca Engstler | Luca Engstler | Diego Morán    | Liqui Moly Team Engstler  | Roland Hertner         | Resultados |
| 5     | 10    | Bangsaen |               | Luca Engstler | Diego Morán    | Liqui Moly Team Engstler  | Douglas Khoo           | Resultados |

## Puntuaciones
| Pos.          | 1.º           | 2.º           | 3.º           | 4.º           | 5.º           | 6.º           | 7.º           | 8.º           | 9.º           | 10.º          |
| Clasificación | Clasificación | Clasificación | Clasificación | Clasificación | Clasificación | Clasificación | Clasificación | Clasificación | Clasificación | Clasificación |
| ------------- | ------------- | ------------- | ------------- | ------------- | ------------- | ------------- | ------------- | ------------- | ------------- | ------------- |
| Pts.          | 5             | 4             | 3             | 2             | 1             |               |               |               |               |               |
| Carrera       |               |               |               |               |               |               |               |               |               |               |
| Pts.          | 25            | 18            | 15            | 12            | 10            | 8             | 6             | 4             | 2             | 1             |

## Clasificaciones

### Campeonato de Pilotos
| Pos.                                  | Piloto          | SEP | SEP | ZHU  | ZHU | SHA  | SHA | ZHE | ZHE | BNG  | BNG | Pts. |
| ------------------------------------- | --------------- | --- | --- | ---- | --- | ---- | --- | --- | --- | ---- | --- | ---- |
| 1                                     | Luca Engstler   | 1   | Ret | 1    | 1   | 13   | 1   | 1   | 3   | 21   | 3   | 221  |
| 2                                     | Diego Morán     | 34  | 1   | 72   | 2   | 31   | 3   | 34  | 1   | 13   | 1   | 206  |
| 3                                     | Pepe Oriola     | 43  | 3   | 24   | Ret | 2    | 2   | 2   | 2   | 62   | 2   | 156  |
| 4                                     | Daniel Miranda  | 6   | 2   | Ret3 | 3   | 6    | 4   | 5   | DSQ | Ret4 | 6   | 84   |
| 5                                     | Gao Hua Yang    | 10  | 10  | 6    | 5   | 7    | 9   | 7   | 5   | 3    | 4   | 71   |
| 6                                     | Kim Jin Soo     | 8   | 8   | 7    | 6   | 4    | 8   | 63  | 6   | Ret5 | WD  | 57   |
| 7                                     | Adam Khalid     | 7   | 6   | Ret5 | Ret | 10   | 7   | 45  | 4   | Ret  | WD  | 47   |
| 8                                     | Alex Hui        | DNS | Ret | 3    | 4   | Ret4 | 5   |     |     |      |     | 39   |
| 9                                     | Roland Hertner  | 12  | 9   | 5    | Ret | 8    | 11  | 8   | 7   | 4    | Ret | 38   |
| 10                                    | Douglas Khoo    | 9   | 7   | Ret  | Ret | 9    | 12  | 9   | 8   | 5    | 5   | 36   |
| 11                                    | Théo Coicaud    | 2   | 4   |      |     |      |     |     |     |      |     | 34   |
| 12                                    | Kelvin Wong     |     |     |      |     | 5    | 6   | EX  | EX  |      |     | 29   |
| 13                                    | Jakraphan Davee | 5   | 5   |      |     |      |     |     |     |      |     | 21   |
| 14                                    | David Lau       | Ret | 12  |      |     |      |     |     |     | 7    | Ret | 6    |
| 15                                    | Sunny Wong      |     |     |      |     | Ret2 | 10  |     |     |      |     | 5    |
| 16                                    | Cherry Cheung   |     |     | 8    | Ret |      |     |     |     |      |     | 4    |
| 17                                    | Michael Choi    | 11  | 11  |      |     |      |     |     |     |      |     | 0    |
| NC                                    | Kenneth Lau     | Ret | WD  |      |     |      |     |     |     |      |     | 0    |
| Pilotos inelegibles para sumar puntos |                 |     |     |      |     |      |     |     |     |      |     |      |
|                                       | Jakraphan Davee |     |     |      |     |      |     |     |     | Ret  | WD  |      |
| Pos.                                  | Piloto          | SEP | SEP | ZHU  | ZHU | SHA  | SHA | ZHE | ZHE | BNG  | BNG | Pts. |

| Color     | Resultado                                                               |
| --------- | ----------------------------------------------------------------------- |
| Oro       | Ganador                                                                 |
| Plata     | 2.ª plaza                                                               |
| Bronce    | 3.ª plaza                                                               |
| Verde     | Finalizó en los puntos                                                  |
| Azul      | Finalizó sin puntos                                                     |
| Azul      | NC - No clasificado                                                     |
| Violeta   | Ret - No terminó (Carrera)                                              |
| Rojo      | DNQ - No se clasificó                                                   |
| Negro     | DSQ - Descalificado                                                     |
| Blanco    | DNS - No empezó (carrera)                                               |
| Blanco    | WD - Retirado (fin de semana)                                           |
| Blanco    | C - Carrera cancelada                                                   |
| Sin color | DNP - Inscrito pero no participó                                        |
| Sin color | INJ - Lesionado                                                         |
| Sin color | EX - Excluido                                                           |
| Estado    | Resultado                                                               |
| Negrita   | Pole position                                                           |
| Cursiva   | Vuelta rápida                                                           |
| †         | Abandona, pero clasifica al completar el porcentaje requerido para ello |

#### TCR Asia Cup
| Pos. | Piloto         | SEP | SEP | ZHU | ZHU | SHA | SHA | ZHE | ZHE | BNG | BNG | Pts. |
| ---- | -------------- | --- | --- | --- | --- | --- | --- | --- | --- | --- | --- | ---- |
| 1    | Roland Hertner | 21  | 2   | 1   | Ret | 2   | 2   | 1   | 1   | 12  | Ret | 186  |
| 2    | Douglas Khoo   | 12  | 1   | Ret | Ret | 3   | 3   | 2   | 2   | 21  | 1   | 168  |
| 3    | Kelvin Wong    |     |     |     |     | 1   | 1   | EX  | EX  |     |     | 55   |
| 4    | David Lau      | Ret | 3   |     |     |     |     |     |     | 3   | Ret | 30   |
| 5    | Cherry Cheung  |     |     | 2   | Ret |     |     |     |     |     |     | 18   |
| NC   | Kenneth Lau    | Ret | WD  |     |     |     |     |     |     |     |     | 0    |
| Pos. | Piloto         | SEP | SEP | ZHU | ZHU | SHA | SHA | ZHE | ZHE | BNG | BNG | Pts. |

| Color     | Resultado                                                               |
| --------- | ----------------------------------------------------------------------- |
| Oro       | Ganador                                                                 |
| Plata     | 2.ª plaza                                                               |
| Bronce    | 3.ª plaza                                                               |
| Verde     | Finalizó en los puntos                                                  |
| Azul      | Finalizó sin puntos                                                     |
| Azul      | NC - No clasificado                                                     |
| Violeta   | Ret - No terminó (Carrera)                                              |
| Rojo      | DNQ - No se clasificó                                                   |
| Negro     | DSQ - Descalificado                                                     |
| Blanco    | DNS - No empezó (carrera)                                               |
| Blanco    | WD - Retirado (fin de semana)                                           |
| Blanco    | C - Carrera cancelada                                                   |
| Sin color | DNP - Inscrito pero no participó                                        |
| Sin color | INJ - Lesionado                                                         |
| Sin color | EX - Excluido                                                           |
| Estado    | Resultado                                                               |
| Negrita   | Pole position                                                           |
| Cursiva   | Vuelta rápida                                                           |
| †         | Abandona, pero clasifica al completar el porcentaje requerido para ello |

### Campeonato de Equipos
| Pos.                                  | Equipo                             | SEP | SEP | ZHU | ZHU | SHA  | SHA | ZHE | ZHE | BNG  | BNG | Pts. |
| ------------------------------------- | ---------------------------------- | --- | --- | --- | --- | ---- | --- | --- | --- | ---- | --- | ---- |
| 1                                     | Liqui Moly Team Engstler           | 1   | 4   | 1   | 1   | 1    | 1   | 1   | 1   | 1    | 1   | 419  |
| 1                                     | Liqui Moly Team Engstler           | 2   | Ret | 72  | 2   | 3    | 3   | 34  | 3   | 23   | 3   | 419  |
| 2                                     | Solite Indigo Racing               | 43  | 3   | 24  | 6   | 2    | 2   | 2   | 2   | 62   | 2   | 214  |
| 2                                     | Solite Indigo Racing               | 8   | 8   | 7   | Ret | 4    | 8   | 63  | 6   | Ret5 | WD  | 214  |
| 3                                     | Eurasia Motorsport                 | 6   | 2   | 63  | 3   | 6    | 4   | 5   | 5   | 34   | 4   | 156  |
| 3                                     | Eurasia Motorsport                 | 10  | 9   | Ret | 5   | 7    | 9   | 7   | DSQ | Ret  | 6   | 156  |
| 4                                     | Volkswagen Team Oettinger          | 34  | 1   | 5   | Ret | 8    | 7   | 5   | 4   | 4    | Ret | 125  |
| 4                                     | Volkswagen Team Oettinger          | 7   | 6   | Ret | Ret | 10   | 11  | 8   | 7   | Ret  | WD  | 125  |
| 5                                     | Teamwork Motorsport                | Ret | 11  | 3   | 4   | Ret2 | 5   |     |     | 7    | Ret | 54   |
| 5                                     | Teamwork Motorsport                | DNS | Ret | 13  | Ret | Ret4 | 10  |     |     |      |     | 54   |
| 6                                     | Viper Niza Racing                  | 9   | 7   | Ret | Ret | 9    | 12  | 9   | 8   | 5    | 5   | 36   |
| 7                                     | Alphafactory Racing Team by Pulzar | 5   | 5   |     |     |      |     |     |     |      |     | 21   |
| 8                                     | Elegant Racing Team                |     |     |     |     | 5    | 6   | EX  | EX  |      |     | 19   |
| 9                                     | Prince Racing                      | 11  | 10  |     |     |      |     |     |     |      |     | 1    |
| 9                                     | Prince Racing                      | Ret | WD  |     |     |      |     |     |     |      |     | 1    |
| Equipos inelegibles para sumar puntos |                                    |     |     |     |     |      |     |     |     |      |     |      |
|                                       | Alphafactory Racing Team by Pulzar |     |     |     |     |      |     |     |     | Ret  | WD  |      |
| Pos.                                  | Equipo                             | SEP | SEP | ZHU | ZHU | SHA  | SHA | ZHE | ZHE | BNG  | BNG | Pts. |

| Color     | Resultado                                                               |
| --------- | ----------------------------------------------------------------------- |
| Oro       | Ganador                                                                 |
| Plata     | 2.ª plaza                                                               |
| Bronce    | 3.ª plaza                                                               |
| Verde     | Finalizó en los puntos                                                  |
| Azul      | Finalizó sin puntos                                                     |
| Azul      | NC - No clasificado                                                     |
| Violeta   | Ret - No terminó (Carrera)                                              |
| Rojo      | DNQ - No se clasificó                                                   |
| Negro     | DSQ - Descalificado                                                     |
| Blanco    | DNS - No empezó (carrera)                                               |
| Blanco    | WD - Retirado (fin de semana)                                           |
| Blanco    | C - Carrera cancelada                                                   |
| Sin color | DNP - Inscrito pero no participó                                        |
| Sin color | INJ - Lesionado                                                         |
| Sin color | EX - Excluido                                                           |
| Estado    | Resultado                                                               |
| Negrita   | Pole position                                                           |
| Cursiva   | Vuelta rápida                                                           |
| †         | Abandona, pero clasifica al completar el porcentaje requerido para ello |